# Crocidura beccarii
Crocidura beccarii är en däggdjursart som beskrevs av George Edward Dobson 1887. Crocidura beccarii ingår i släktet Crocidura och familjen näbbmöss. IUCN kategoriserar arten globalt som livskraftig. Inga underarter finns listade i Catalogue of Life.
Denna näbbmus förekommer på västra Sumatra. Arten vistas i bergstrakter mellan 1800 och 2200 meter över havet. Habitatet utgörs av tropiska bergsskogar.